# Скуби-Ду и Легендата за вампира
„Скуби-Ду и Легендата за вампира“ (на английски: Scooby-Doo! and the Legend of the Vampire) е директен към видео анимационен филм от 2003 година, и петият от поредицата от директните към видео филми, базирани въз основа на съботните сутрешни анимации „Скуби-Ду“. Завършен е през 2002 година, и е пуснат на 4 март 2003 г. продуциран от Warner Bros. Animation, но е включен като авторско право на Hanna-Barbera Cartoons, Inc.
Филмът служи като първото анимационно производствено усилие на Джоузеф Барбера без неговия бизнес партньор Уилям Хана (който умира на 22 март 2001 г.)

## Озвучаващ състав
- Франк Уелкър – Скуби-Ду и Фред
- Кейси Кейсъм – Шаги
- Никол Джафи – Велма
- Хедър Норт – Дафни
- Фил Ламар – Даниел Иливара и Кралят
- Джеф Бенет – Джаспър Риджуей, Джак и Спасител 1
- Кевин Майкъл Ричардсън – Малкълм Илиуара
- Дженифър Хейл – Торн и Кралицата
- Джейн Уидлин – Дъск
- Кимбърли Брукс – Луна
- Майкъл Нийл – Ръсел/Мрачния череп и Мат
- Том Кени – Хари, Сторми Уедърс, Бари и Спасител 2

## В България
В България филмът първоначално е излъчен по Diema Family на 23 март 2008 г. На 5 май 2012 г. е излъчван няколко пъти по Cartoon Network. През 2022 г. е достъпен в стрийминг платформата „Ейч Би О Макс“, преведен като „Скуби-Ду: Вампирски легенди“.